# Hofstätten an der Raab
Hofstätten an der Raab è un comune austriaco di 2 170 abitanti nel distretto di Weiz, in Stiria.